# ESC Geestemünde
ESC Geestemünde is een Duitse sportvereniging uit de wijk Geestemünde van de stad Bremerhaven. Het eerste elftal promoveerde in 2015 naar het hoogste amateurniveau van Bremen, de Bremen-Liga.

## Geschiedenis
Reeds in mei 2012 discussieerden de verenigingen FT Geestemünde, Geestemünder SC en ESV Bremerhaven over een fusie. Het daarbij gedachte SV Bürgerpark kwam echter niet van de grond. Uiteindelijk voegden in 2014 FT Geestemünde, ESV Bremerhaven en SC Schiffdorferdamm hun voetbalafdelingen samen tot ESC Geestemünde. Per 1 januari 2015 sloot ESV Bremerhaven zich toch ook aan bij de fusieclub. De meest succesvolle stamvereniging was FT Geestemünde. Zij nam in 1979/80 deel aan de DFB-Pokal en bereikte de 2e ronde.
De fusieclub nam de plaats van FT Geestemünde in de Landesliga Bremen over. Op de laatste speeldag slaagde het team er in door een 8-4 overwinning bij OT Bremen de 2e plaats te veroveren en daardoor te promoveren naar de Bremen-Liga.

## Eindklasseringen vanaf 2009
| Seizoen | Competitie        | Niveau | Eindstand | DFB Pokal | Opmerking                                                                   |
| ------- | ----------------- | ------ | --------- | --------- | --------------------------------------------------------------------------- |
| 2014/15 | Landesliga Bremen | VI     | 2         | --        |                                                                             |
| 2015/16 | Bremen-Liga       | V      | 9         | --        |                                                                             |
| 2016/17 | Bremen-Liga       | V      | 12        | --        |                                                                             |
| 2017/18 | Bremen-Liga       | V      | 10        | --        |                                                                             |
| 2018/19 | Bremen-Liga       | V      | 5         | --        |                                                                             |
| 2019/20 | Bremen-Liga       | V      | 10        | --        | competitie afgebroken i.v.m. coronapandemie                                 |
| 2020/21 | Bremen-Liga       | V      | --        | --        | Competitie afgebroken i.v.m. coronapandemie. Er wordt geen stand opgemaakt. |
| 2021/22 | Bremen-Liga       | V      | 6         | --        |                                                                             |
| 2022/23 | Bremen-Liga       | V      | 6         | --        |                                                                             |
| 2023/24 | Bremen-Liga       | V      | 6         | --        |                                                                             |
| 2024/25 | Bremen-Liga       | V      | 2         | --        | Ligatopscorer: Tim Klowat (31)                                              |
| 2025/26 | Bremen-Liga       | V      | .         | --        |                                                                             |

SG Aumund-Vegesack ·
Blumenthaler SV ·
BTS Neustadt ·
FC Union 60 Bremen ·
OSC Bremerhaven ·
Brinkumer SV ·
TV Eiche Horn ·
ESC Geestemünde ·
SV Hemelingen ·
FC Oberneuland ·
SC Vahr-Blockdiek ·
TuRa Bremen ·
Vatan Spor Bremen ·
Werder Bremen III ·
TS Woltmershausen